# はるか (柑橘類)
はるかとは、ミカン科ミカン属の柑橘類で、雑柑類の一種である。遺伝解析によりヒュウガナツが種子親、ナツミカンが花粉親であることが判明した。

## 特徴
1980年（昭和55年）に福岡県糸島郡二丈町（現・糸島市）の石井徳雄氏が自宅の庭において「日向夏」の自然交雑実生を発見し、1982年高接ぎ樹を育成、1986年に初結実し、その後、特性の調査、確認を行い育成を完了した品種で、1996年10月15日に品種登録された。なお、品種登録出願時の名称は「円香」であった。
果実の重さは200 グラム程度である。果皮は黄色、手ではむきにくい。果頂部にネックがある。糖度は12 度程度、酸味は低め。育成地においては2月上旬に成熟する。
日本における2020年の収穫量は約1,955.1トンで、その内訳は愛媛県39.15%、広島県32.65%、長崎県7.29%である。